# NGC 1329
NGC 1329 este o galaxie spirală situată în constelația Eridanul. A fost descoperită în 11 decembrie 1835 de către John Herschel. Se află la o distanță de 74,13 de megaparseci de Pământ.